# Реактивные формы азота

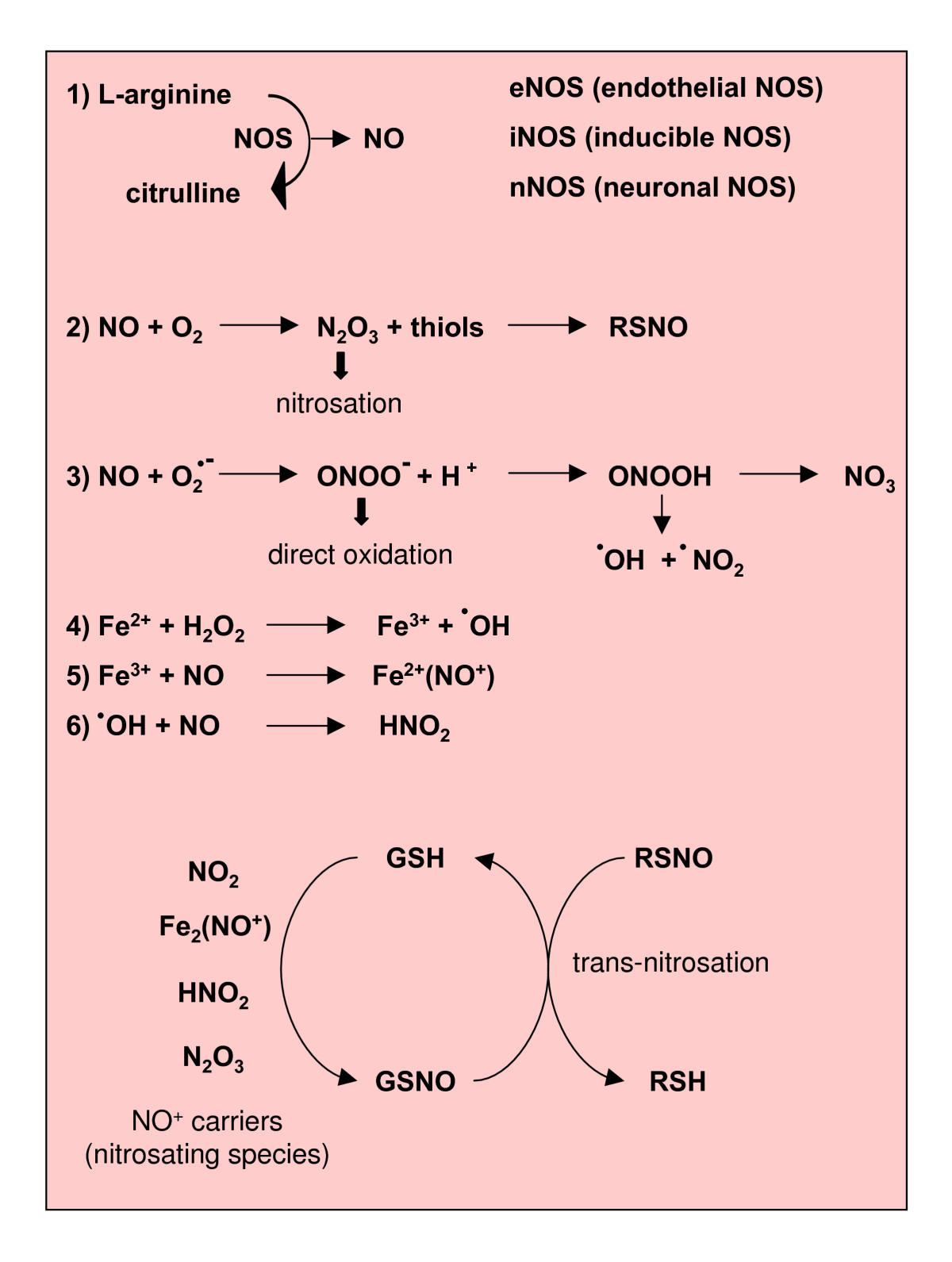
Реакции, ведущие к образованию оксида азота и его реактивных форм. Из статьи Novo и Parola, 2008.

Реактивные формы азота — токсичные побочные продукты метаболизма оксида азота, образуемого в организме с помощью NO-синтаз. Наряду с реактивными формами кислорода, РФА повреждают клетки. Вредное действие реактивных форм азота описывают словосочетанием «нитрозирующий стресс», по аналогии с «оксидативным стрессом».

## Примеры
- Пероксинитрит (ONOO−) образуется при реакции NO с супероксидом и, в свою очередь, вызывает образование других реактивных форм азота.